# سنجاب‌های زمینی زرین‌پوش
سنجاب‌های زمینی زرین‌پوش (نام علمی: Callospermophilus) نام یک سرده از تبار سنجاب زمینی است.

## گونه‌ها
- سنجاب زمینی زرین‌پوش, Callospermophilus lateralis
- سنجاب زمینی زرین‌پوش آبشار, Callospermophilus saturatus
- سنجاب زمینی سیرا مادره, Callospermophilus madrensis